# Juan David Ochoa Vásquez
Juan David Ochoa Vásquez (1949 — 25 de julho de 2013) foi um criminoso colombiano. 
Foi um dos fundadores do Cartel de Medellín, uma rede de traficantes de drogas muito bem organizada da cidade de Medellín, criada em 1978, e que operou durante a década de 1970 e a década de 1980. Estima-se que o cartel chegou a faturar cerca de 60 milhões de dólares por dia, e tinha cerca de 28 bilhões no total.
O Cartel de Medellín era responsável pela maior parte de exportações de drogas para o México, Porto Rico e República Dominicana. Outras figuras notáveis envolvidas ou conectadas ao cartel incluem a família Ochoa, Carlos Lehder e George Jung. Havia um conflito permanente com o Cartel de Cáli e, a partir da década de 1980, com o governo colombiano.
Juan David é irmão de Jorge Luis Ochoa Vasquez e Fabio Ochoa Vasquez, que eram figuras poderosas dentro do Cartel de Medellín. 
Juan David Ochoa Vasquez e seu irmão Jorge Luis colaboraram com o governo colombiano para receber os benefícios do sistema judicial do país. Juan David negociou sua rendição e estava detido em uma prisão de média segurança, até o dia de sua morte em 25 de julho de 2013, vítima de infarto.